# Madiran
 Madiran  es una comuna  y población de Francia, en la región de Mediodía-Pirineos, departamento de Altos Pirineos, en el distrito de Tarbes y cantón de Castelnau-Rivière-Basse.
Su población en el censo de 1999 era de 536 habitantes.
No está integrada en ninguna Communauté de communes.

## Demografía
| 530 | 556 | 554 | 598 | 553 | 536 |
| Para los censos de 1962 a 1999 la población legal corresponde a la población sin duplicidades (Fuente: INSEE [Consultar]) |     |     |     |     |     |